# Повітряні сили Швеції
Повітряні сили Швеції (швед. Svenska flygvapnet) — вид збройних сил Швеції.
Станом на 2009 р. чисельність особового складу — 3600 чол, з них 900 чол. — військовослужбовці строкової служби. На озброєнні знаходиться 165 бойових і 102 допоміжних літаків, 54 вертольоти.

## Історія

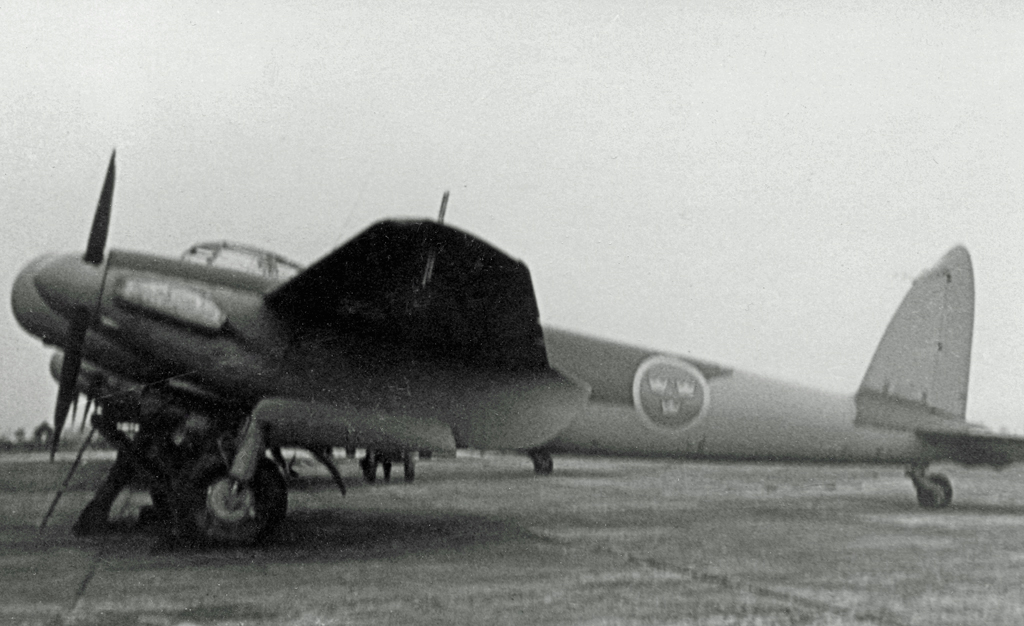
DH.98 Mosquito NF.19 нічний винищувач шведських ПС у 1949

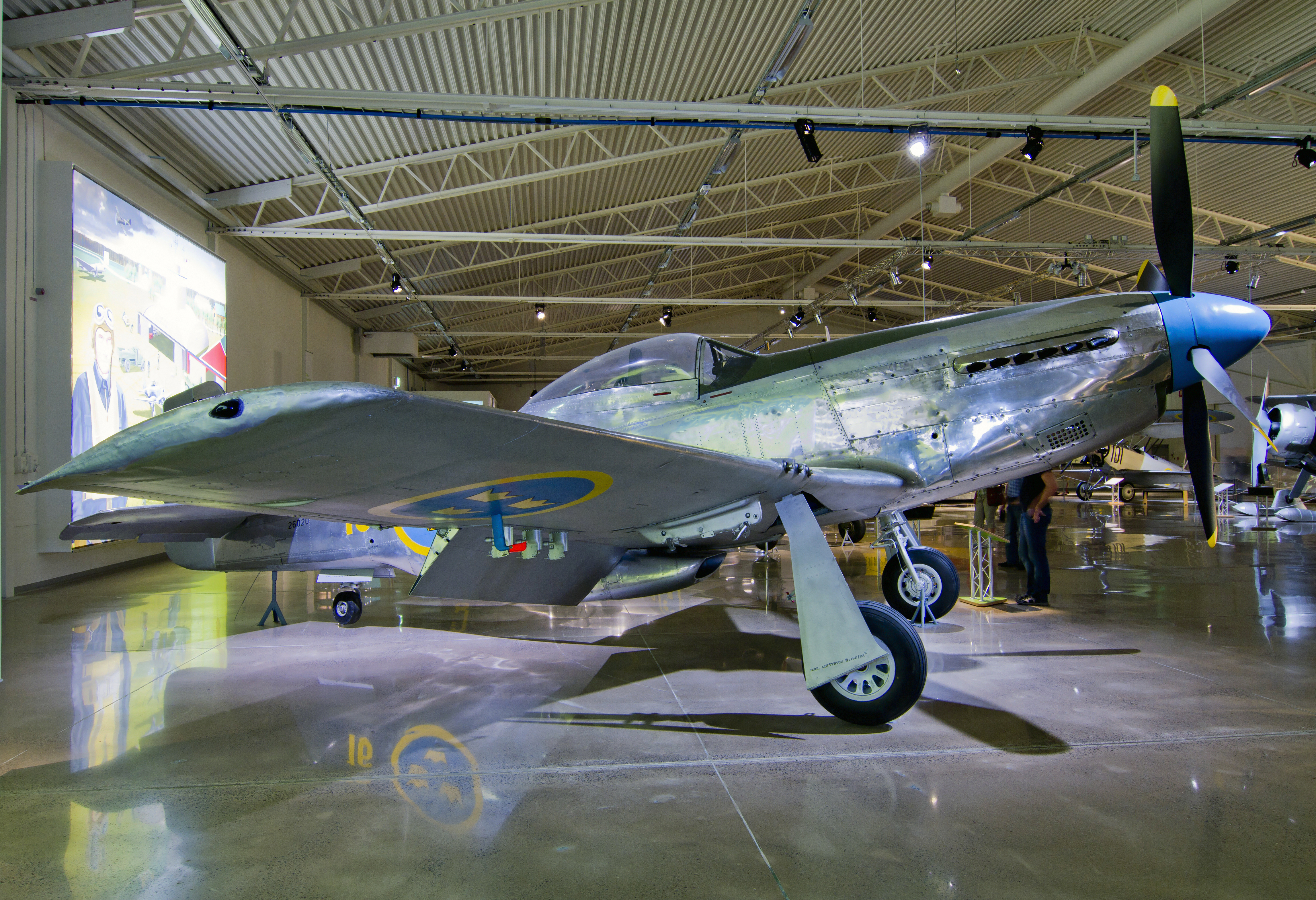
P-51D у шведському музеї ПС

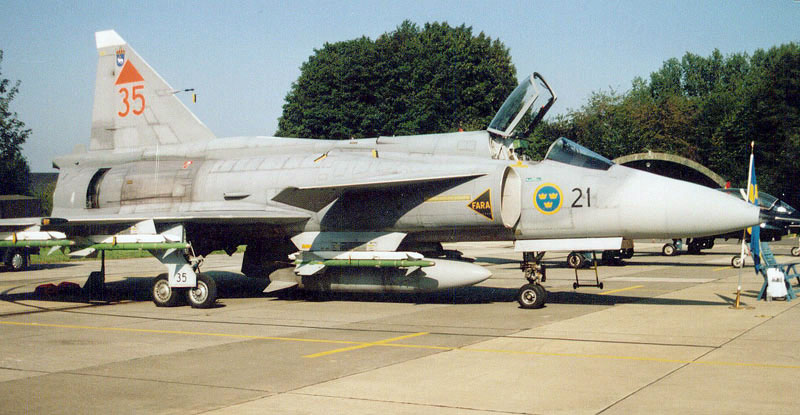
Saab 37 Viggen (1972–2005)

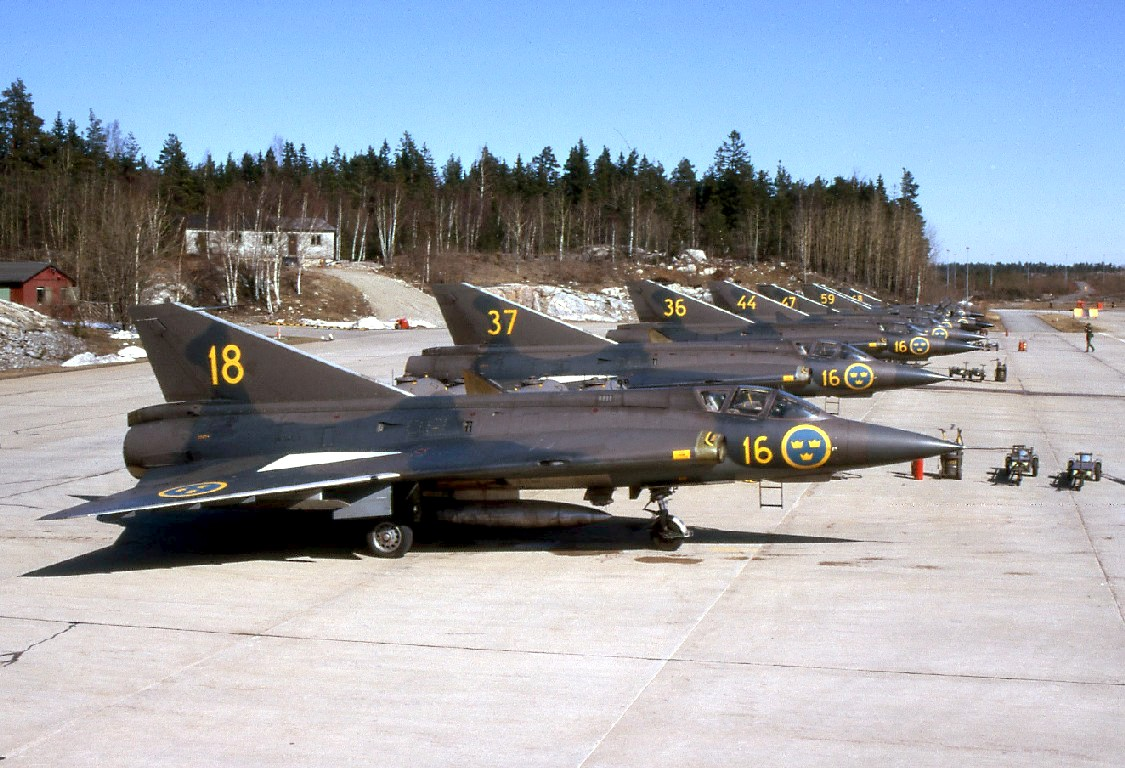
Saab 35 Draken (1960–1999)

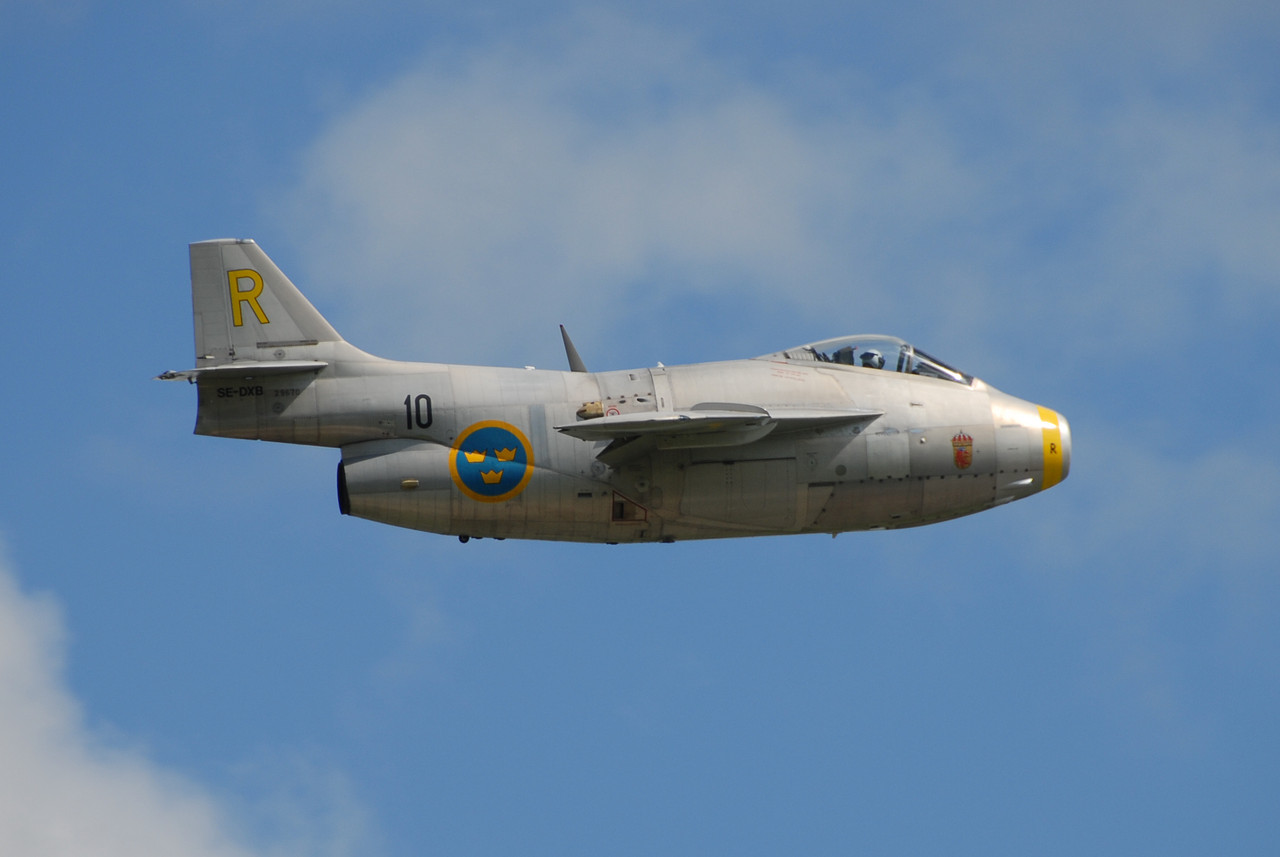
Saab 29 Tunnan (1950–1976)

Повітряні сили Швеції були утворені 1 липня 1926 року шляхом об'єднання авіаційних підрозділів, що були до того моменту в шведській армії і військово-морських силах. Напередодні і під час Другої світової війни ПС були значно збільшені і до 1945 року мали у своєму розпорядженні приблизно 800 літаків.
Після завершення війни Швеція закупила за кордоном найсучасніші бойові літаки на той момент (P-51 «Мустанг», Де Хевіленд «Вампір»), одночасно розвиваючи власну авіаційну промисловість. Наприкінці 1940-х років на озброєння надійшов винищувач Сааб 29 «Туннан», практично не поступався за характеристиками найкращим літакам того часу — радянському МіГ-15 та американському F-86 «Сейбр».
У 1950-х роках почалося будівництво шосе, що придатні для використання як злітно-посадкові смуги (ідея, запозичена у Німеччини). На 1957 рік ПС Швеції перебували на четвертому місці в світі за кількістю літаків.
За час свого існування шведські ПС брали участь у двох збройних конфліктах. У ході радянсько-фінської війни 1939–1940 рр. У Фінляндії базувалася добровольча ескадрилья, що брала участь у бойових діях проти радянської авіації. З 1961 по 1964 рік шведська ескадрилья перебувала у складі миротворчих сил ООН в Конго (ONUC) та застосовувалася для ударів по об'єктах катанжійських сепаратистів.
13-26 вересня 2013 року ПС Швеції взяли участь в спільних військових навчаннях Arctic Challenge 2013 («Арктичний виклик 2013»).

## Бойовий склад
| Позначення формування або частини                                     | Озброєння та оснащення | Місце базування     |
| --------------------------------------------------------------------- | ---------------------- | ------------------- |
| Скараборгське авіакрило (F 7) швед. Skaraborgs flygflottilj (F 7)     |                        | Лідчепінг           |
| Блекінгське авіакрило (F 17) швед. Blekinge flygflottilj (F 17)       |                        | Роннебю             |
| Норрботтенське авіакрило (F 21) швед. Norrbottens flygflottilj (F 21) | Gripen                 | база Каллакс, Лулео |
| Вертолітне авіакрило швед. Helikopterflottiljen (Hkpflj)              |                        |                     |
| Військово-повітряна академія швед. Luftstridsskolan (LSS)             |                        |                     |

Всі вертольоти збройних сил Швеції знаходяться в одному вертолітному крилі (Hkpflj), що входить до складу ПС. Крило складається з п'яти ескадрилей (hkpskv):
- 1-ша вертолітна ескадрилья (Буден, Естерсунд)
- 2-га вертолітна ескадрилья (Берга, Уппсала)
- 3-тя вертолітна ескадрилья (Роннебю)
- Мальменська вертолітна ескадрилья (Лінчепінг/Мальме)
- 5-та вертолітна ескадрилья (Гетеборг/Сотенес)

## Техніка та озброєння
| Тип                            | Виробництво/Країна | Фото          | Призначення                                             | Варіант                         | Кількість     | Примітки      |
| Бойові літаки                  | Бойові літаки      | Бойові літаки | Бойові літаки                                           | Бойові літаки                   | Бойові літаки | Бойові літаки |
| ------------------------------ | ------------------ | ------------- | ------------------------------------------------------- | ------------------------------- | ------------- | ------------- |
| JAS 39 Gripen                  | Швеція             |               | Винищувач-бомбардувальник Навчально-бойовий             | JAS 39A JAS 39B JAS 39C JAS 39D | 104 14 69 14  |               |
| Навчальний літак               |                    |               |                                                         |                                 |               |               |
| Saab 105                       | Швеція             |               | Тренувальний                                            | Sk60                            | 80            |               |
| Транспортні літак              |                    |               |                                                         |                                 |               |               |
| C-130 Hercules                 | США                |               | Транспортний                                            | C-130E C-130H                   | 7 1           |               |
| Спеціальні літаки              |                    |               |                                                         |                                 |               |               |
| Saab 340                       | Швеція             |               | Транспортний, Літак дальнього радіолокаційного стеження | TP 100 FSR 890 ASC 890 FSR TP   | 3 2 2         |               |
| Gulfstream IV                  | США                |               | Літак РЕБ VIP транспорт                                 | S-102B TP 102A                  | 2 2           |               |
| Гелікоптери                    |                    |               |                                                         |                                 |               |               |
| AgustaWestland AW109           | Італія             |               | Багатоцільовий                                          | A-109M                          | 20            |               |
| Aérospatiale AS.332 Super Puma | Франція            |               | Транспортний Рятувальний                                | HKP 10 HKP 10D                  | 10 2          |               |
| Sikorsky UH-60 Black Hawk      | США                |               | Багатоцільовий                                          | HKP 16                          | 2             |               |

## Розпізнавальні знаки

Розпізнавальний знак ПС Швеції
Варіант зменшеної видимості

### Еволюція розпізнавальних знаків
| Розпізнавальний знак | Знак на фюзеляж | Знак на кіль | Коли використовувався         |
| -------------------- | --------------- | ------------ | ----------------------------- |
|                      | немає           |              | 1914 - 1915                   |
|                      |                 |              | 1915 - 1927                   |
|                      |                 |              | 1927 - 1937                   |
|                      |                 | немає        | 1937 - 1940                   |
|                      |                 | немає        | З 1940 року по теперішній час |